# Thomas Hay, 7. Earl of Kinnoull

Wappen des Thomas Hay, 7. Earl of Kinnoull

Thomas Hay, 7. Earl of Kinnoull (* um 1660; † 5. Januar 1719), war ein schottisch-britischer Peer und Politiker.

## Leben
Er entstammte einer Nebenlinie des Clan Hay und war der zweite von drei Söhnen des George Hay († 1672), Gutsherr von Balhousie in Perthshire, aus dessen Ehe mit Marion Nicolson († 1663), Tochter des Lord Advocate Sir Thomas Nicolson.
Von 1693 bis 1697 war er als Abgeordneter für Perthshire Mitglied des schottischen Parlaments. Er stand der Partei der Tories nahe. Am 31. Dezember 1697 wurde er in der Peerage of Scotland zum Viscount of Dupplin erhoben und war fortan aufgrund dieses Titel Mitglied des schottischen Parlaments, bis dieses durch den Act of Union 1707 aufgelöst wurde. Er fungierte als einer der Kommissare, die die Union zwischen England und Schottland zu verhandelten. Als sein Cousin dritten Grades, William Hay, 6. Earl of Kinnoull, am 10. Mai 1709 kinderlos starb, erbte er aufgrund einer besonderen Erbregelung dessen schottische Adelstitel als 7. Earl of Kinnoull, 7. Viscount of Dupplin und 7. Lord Hay of Kinfauns. Im November 1710 wurde er als schottischer Representative Peer ins britische House of Lords gewählt, wurde im Oktober 1713 wiedergewählt und hatte den Sitz bis Januar 1715 inne.
Er wurde 1715 in Edinburgh Castle inhaftiert, da man ihn verdächtigte, den Jakobitenaufstand von 1715 zu unterstützen.

## Ehe und Nachkommen
Mit Ehevertrag vom 20. Dezember 1683 hatte er Hon. Margaret Drummond († 1696), Tochter des William Drummond, 1. Viscount of Strathallan (1617–1688), geheiratet. Mit ihr hatte er drei Söhne und zwei Töchter:
- George Henry Hay, 8. Earl of Kinnoull, 1. Baron Hay (1689–1758), ⚭ 1709 Lady Abigail Harley († 1750), Tochter des Robert Harley, 1. Earl of Oxford and Earl Mortimer;
- Hon. William Hay († um 1711);
- Hon. John Hay of Cromlix († 1740), 1716 als Jakobit geächtet, jakobitischer „Duke of Inverness“, ⚭ 1715 Hon. Marjory Murray, Tochter des David Murray, 5. Viscount of Stormont;
- Lady Margaret Hay (1686–1707), ⚭ 1703 John Erskine, 23. Earl of Mar;
- Lady Elizabeth Hay († um 1723), ⚭ um 1710 James Ogilvy, 5. Earl of Findlater.